# 基尔什泰特
基尔什泰特（法語：Kilstett，发音：[kilʃtɛt]；德语：Kilstedt）是法国下莱茵省的一个市镇，属于阿格诺-维桑堡区（Haguenau-Wissembourg）和布吕马特县（Brumath）。该市镇总面积6.9平方公里，2009年时的人口为2363人。

## 人口
基尔什泰特人口变化图示